# Lotte Stegeman
Lotte Stegeman (20 oktober 1979) is een Nederlandse schrijver. 
Na haar studie Communicatiewetenschap aan de Universiteit van Amsterdam liep ze stage bij de Volkskrant. Van 2005 tot 2016 werkte ze op de redactie van jeugdkranten Kidsweek en 7Days. Van 2009 tot 2017 was ze hoofdredacteur van beide titels. In die tijd schreef ze ook regelmatig voor andere media, waaronder Trouw. In 2012 debuteerde ze bij uitgeverij Moon met het kinderboek Heimwee naar Hagelslag.
In 2016 fietste Stegeman met haar man Peter Smolders van Florida naar Alaska, een tocht van ruim 10.000 kilometer. Tijdens deze reis schreven ze het boek Country Roads, fietsend op zoek naar het echte Amerika (en onszelf). Na terugkomst legde ze zich grotendeels toe op het schrijven van (kinder)boeken over dieren en diergedrag. Ook geeft ze lezingen en workshops op scholen, in musea en bibliotheken en maakt ze lesmateriaal en verhalen voor verschillende (educatieve) uitgeverijen, media en organisaties gericht op dieren(welzijn).

### Boeken
- Heimwee naar Hagelslag, Moon, 2012.
- Country Roads, fietsend op zoek naar het echte Amerika - en onszelf, Just Publishers, 2017.
- Groene voeten, met illustraties van Maartje Kuiper, Luitingh-Sijthoff, 2018.
- Beestachtige buren, Luitingh-Sijthoff, 2019, in samenwerking met Bouwien Jansen en met illustraties van Marieke Nelissen. Het boek werd bekroond met een Vlag en Wimpel en werd vertaald naar Duits, Russisch en Chinees.
- De Eenhoorn en andere fantastische dieren die ooit leefden, Luitingh-Sijthoff, 2020, met illustraties van Marieke Nelissen. Het boek werd genomineerd voor de Jan Wolkers Prijs en verscheen ook in China.
- Animals in Danger, in opdracht van UNODC, 2022, in samenwerking met Laurentien van Oranje en met illustraties van Melle Mellink. Vertaald naar onder meer Engels, Portugees en Arabisch.
- Ik voel ik voel wat jij niet ziet, Luitingh-Sijthoff, 2022, met illustraties van Mark Janssen.[1] Vertalingen in in Duitsland, China, Zuid-Korea en Turkije. Longlist Natuurboekenprijs 2024, LUCHS Preis fur Kinder- und Jugendliteratur 2024, Junior Wissenschaftsbuch des Jahres 2025 (Oostenrijk)
- Groene helden van het dierenrijk, Luitingh-Sijthoff, 2022, met illustraties van Marieke ten Berge. Shortlist beste kinderklimaatboek 2022/2023.
- Slimmer dan je denkt, Luitingh-Sijthoff, 2024, met illustraties van Mark Janssen. Verschijnt in 2025 ook in Duitsland. Bekroond met een Zilveren Griffel (2025).
- Wij beren. Eindelijk ons echte verhaal. Luitingh-Sijthoff, 2025.[2]

### Vertalingen
- Verborgen beesten, Luitingh-Sijthoff, 2019. Vertaald uit het Engels: Martin Brown, Lesser spotted animals, David Fickling Books, 2016, Oxford.
- Het snelste verhaaltje voor het slapengaan ooit, Luitingh-Sijthoff, 2023. Vertaald uit het Engels: Louise Fitzgerald and Kate Hindley, The quickest bedtime story ever!, Nosy crow, 2023, Londen.

- Gemeinsame Normdatei: 1200058925
- International Standard Name Identifier: 0000 0003 8819 8842
- Nederlandse Thesaurus van Auteursnamen: 344763838
- Virtual International Authority File: 281354128
- WorldCat: E39PCjGRy7qPt4rHpDVxxPdqQq